# ورم غدي قولوني مستقيمي
وَرم غدي قولوني مُستقيمي (بالإنجليزية: Colorectal adenoma)‏ هو ورم غدي حميد في القولون والمستقيم، وهو آفة طليعية لسرطان القولون والمستقيم (سرطان القولون)، غالبًا ما يظهر على شكل سليلة قولونية مستقيمية.

## جدول المقارنة
| النوع                         | خطر احتواء الخلايا الخبيثة | تعريف علم أمراض الأنسجة |
| ----------------------------- | -------------------------- | --- |
| ورم غدي نبيبي                 | 2% at 1.5 cm               | أكثر من 75% من الحجم لها مظهر أنبوبي. |
| ورم غدي نبيبي زغابي           | 20% to 25%                 | 25–75% زغابي |
| ورم غدي زغابي                 | 15% to 40%                 | أكثر من 75% زغابي |
| ورم منشاري أو مسنن لاطئ (SSA) |                            | - التوسع القاعدي للخبايا (خبيئة) - تأشر أو تشرشر الخبيئة القاعدي - الخبايا تعمل أفقيًا إلى الغشاء القاعدي (الخبايا الأفقية) - تفرع الخبايا |

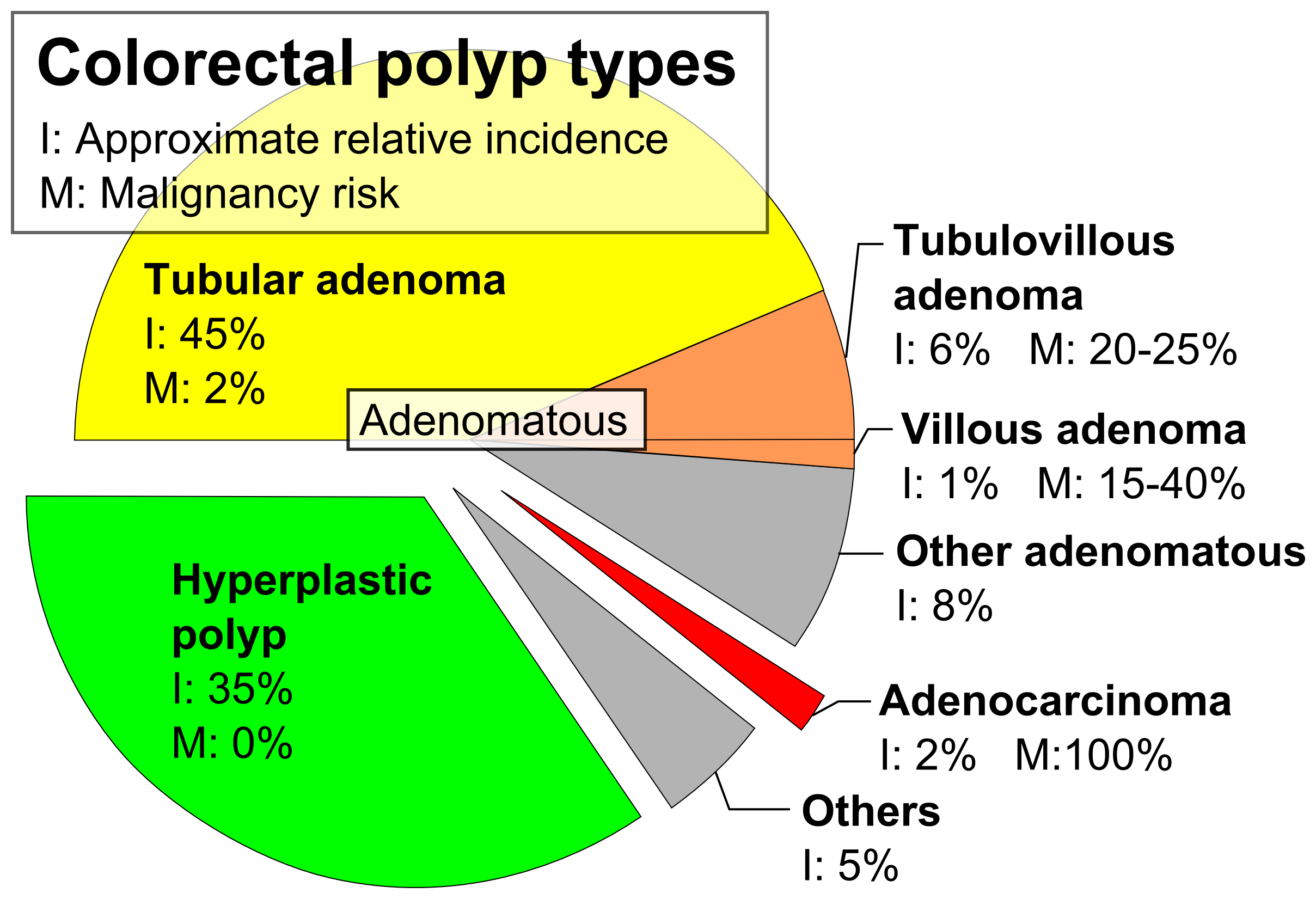
حوادث ومخاطر الأورام الخبيثة وأنواع مختلفة من الاورام الحميدة في القولون والمستقيم. جمعت الأنواع الغدية في الأعلى.

## ورم غدي نبيبي
على عكس السلائل مفرطة التنسج، التي تظهر خلل التنسج أو الثدن.

## ورم غدي نبيبي زغابي
الورم الغدي النبيبي الزغابي هو أكثر عرضة لخطر أن يصبح خبيثًا (سرطانيًا) من الأورام الغدية الأنبوبية.

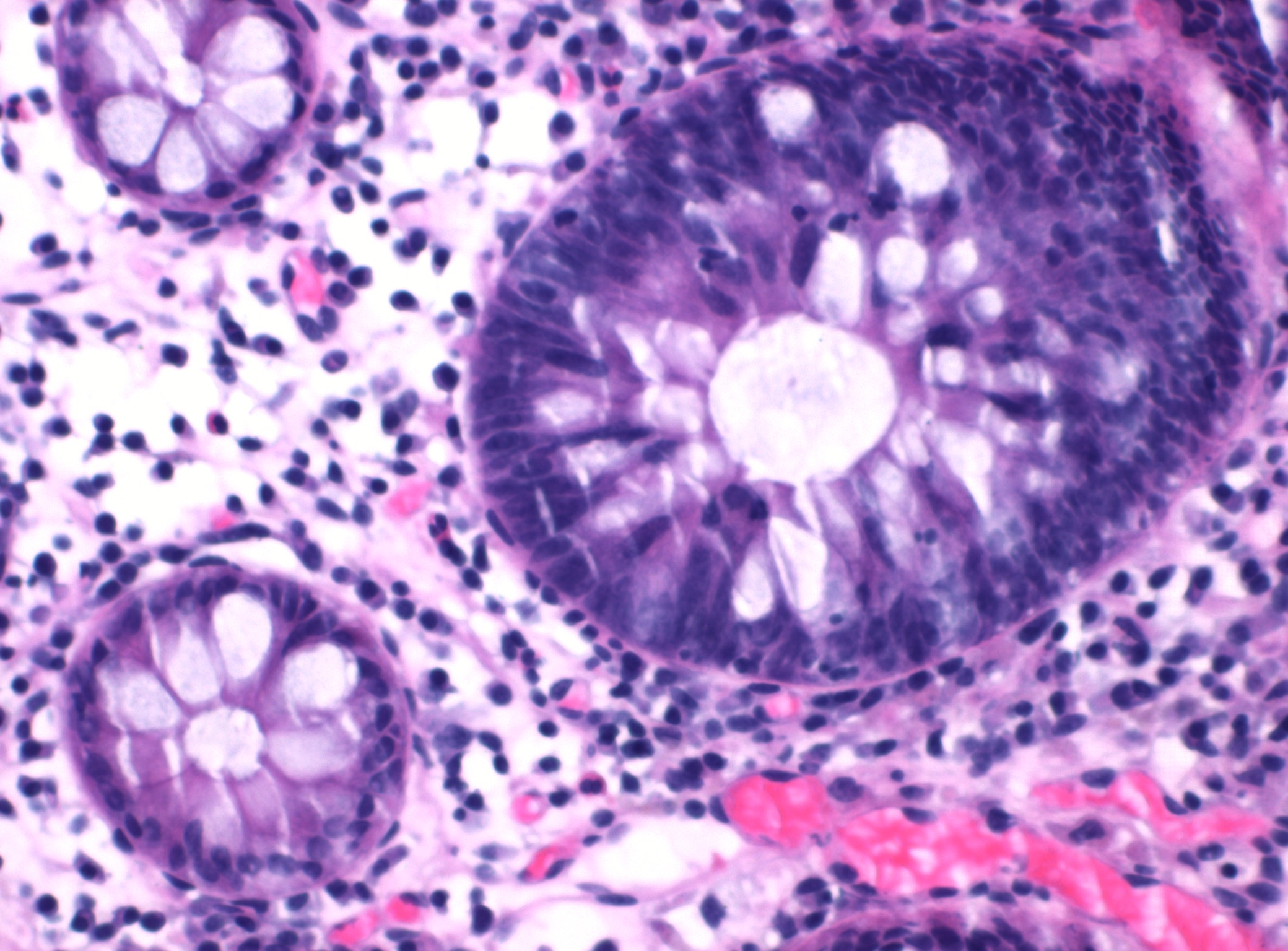
بالجزء الأيسر من الصورة الوضع الطبيعي مقابل خلل تنسج خبايا القولون (كبير على اليمين)، وهو يُشخِّص الورم الحميد الأنبوبي.

## ورم غدي زغابي
قد تصبح هذه الأورام الغدية خبيثة (سرطانية). وقد ثبت أن الأورام الغدية الزغبية تحتوي على أجزاء خبيثة في حوالي 15-25% من الحالات، وتقترب من 40% في تلك التي يزيد قطرها عن 4 سم. قد تكون هناك حاجة لاستئصال القولون. يمكن أن تؤدي هذه أيضًا إلى الإسهال الإفرازي مع براز سائل كبير الحجم. توصف عادة بأنها تفرز كميات كبيرة من المخاط، مما يؤدي إلى نقص بوتاسيوم الدم لدى المرضى. بالمقابل توصف الكتلة الشبيهة بالقرنبيط بسبب تمدد الزغابات. ولأنه ورم غدي، فإن الكتلة مغطاة بخلايا النسيج الطلائي. 

صورة مجهرية لورم زغبي القولون والمستقيم.

## ورم منشاري لاطئ

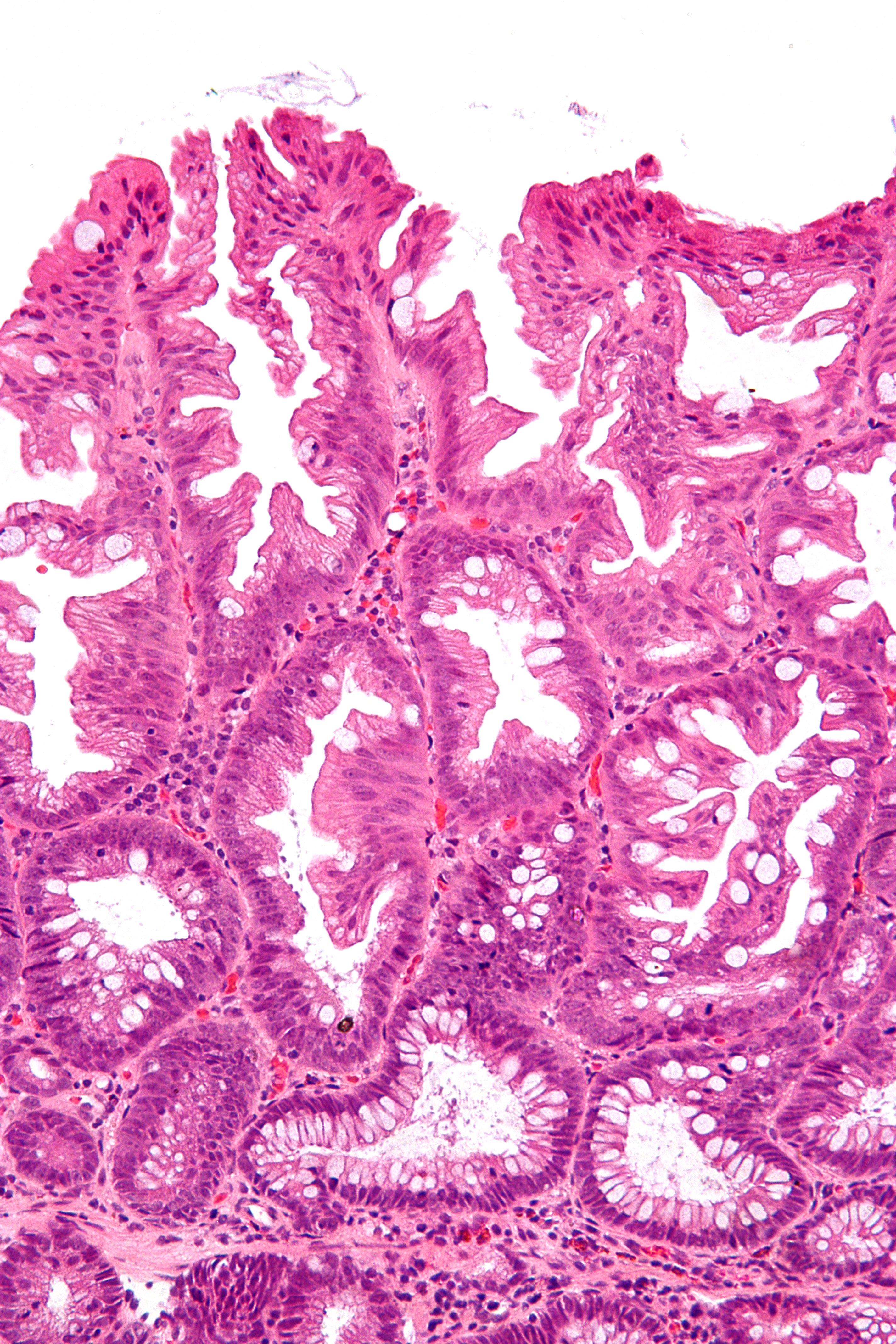
صورة مجهرية لورم غدي منشاري أو مسنن لاطئ.

تتميز الأورام المنشارية اللاطئية بما يلي:
1. التوسع القاعدي للخبايا (خبيئة)
2. تأشر أو تشرشر الخبيئة القاعدي
3. الخبايا تعمل أفقيًا إلى الغشاء القاعدي (الخبايا الأفقية)
4. تفرع الخبايا

أكثر هذه الميزات شيوعًا هو التمدد الأساسي أو التوسع القاعدي للخبايا.